# Phare de l'Armandèche
Le phare de l'Armandèche est situé sur le continent à l'Ouest du port des Sables-d'Olonne, en Vendée.
Construit en 1968 d’après les plans de l’architecte Maurice Durand, il est le dernier grand phare à avoir été construit en France. Il tient son nom du lieu-dit l'Armandèche, à La Chaume, un quartier des Sables-d'Olonne. L’Armandèche est une déformation de « Normandie » qui rappelle les invasions normandes du premier millénaire.
C'est un phare d'atterrissage, constitué d'une tour tronconique blanche en béton à section hexagonale et d'une lanterne peinte en rouge. Il remplace le phare de La Chaume sur la tour d'Arundel qui se trouve partiellement occulté par les habitations.
La particularité de son feu est son ampoule fixe, l'optique tournant sur un bain de mercure. De la mer, on voit des faisceaux tourner autour du phare.
Il est automatisé depuis sa construction et télécontrôlé depuis les Sables-d'Olonne.
Il ne se visite pas, sauf pendant les journées du patrimoine.
Le phare fait l’objet d’une inscription au titre des monuments historiques depuis le 8 décembre 2011, protection remplacée par un arrêté de classement en date du 3 octobre 2012.